# Gosch Sylt

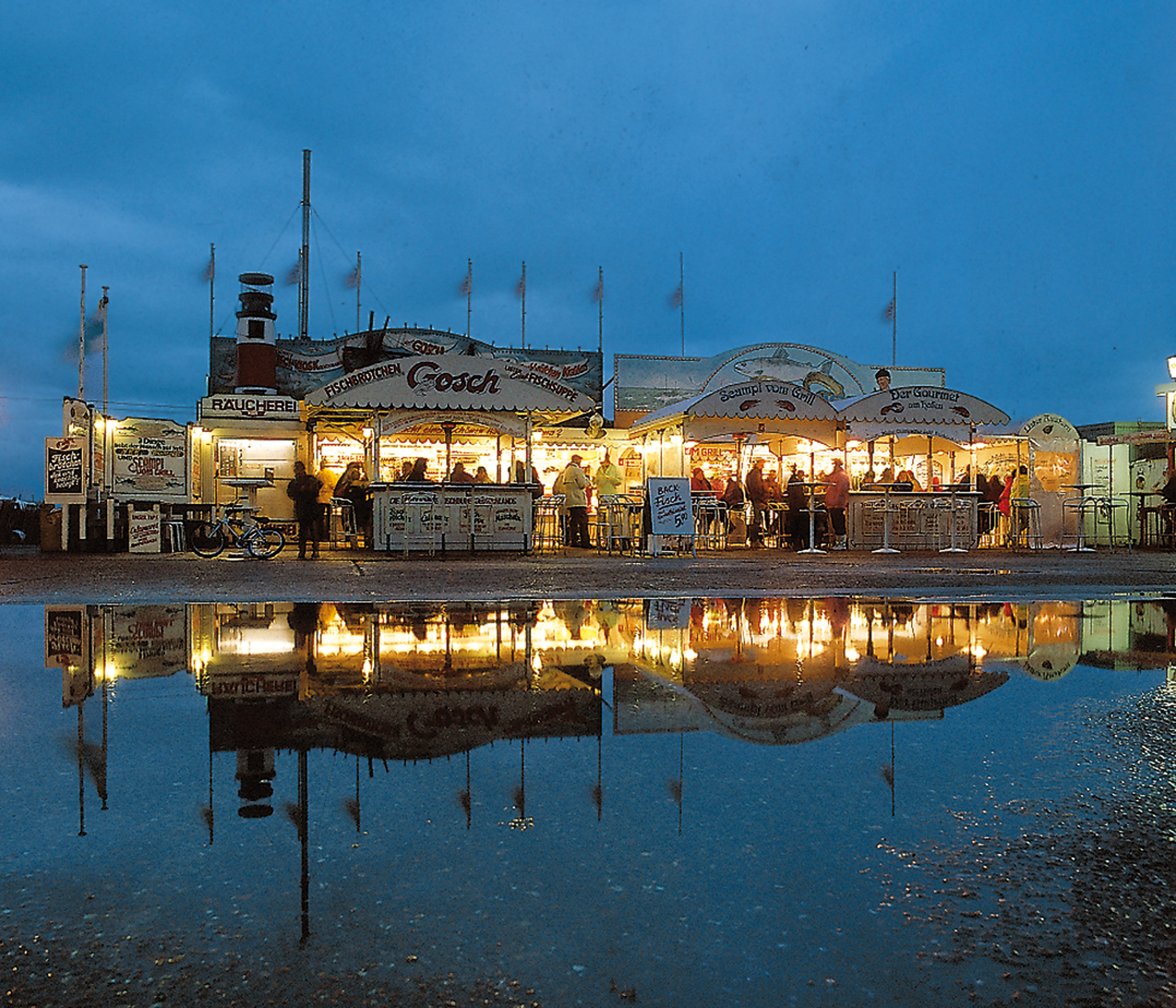
Gosch Nördlichste Fischbude (List 1984)

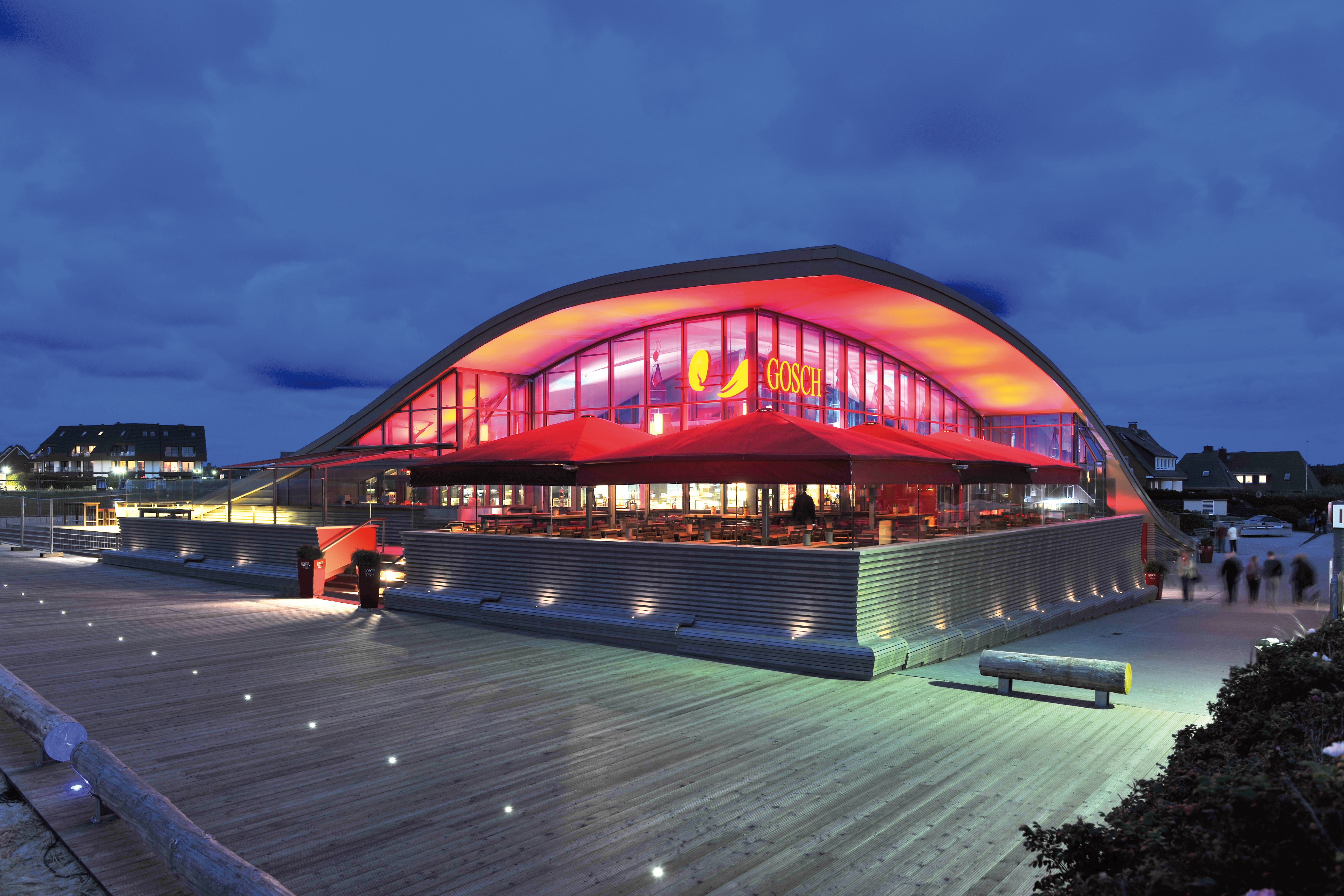
Gosch am Kliff (Wenningstedt, 2014)

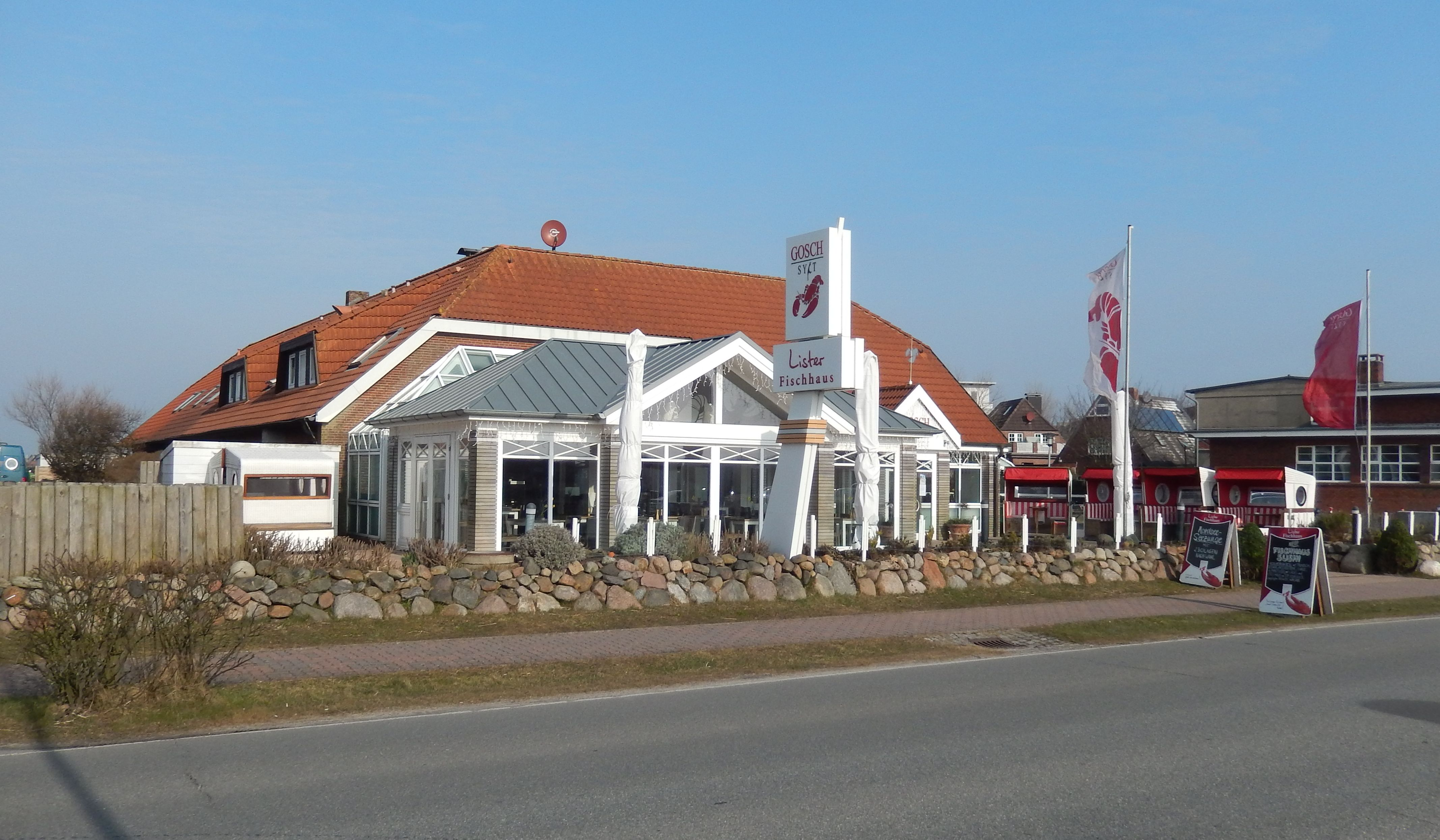
Lister Fischhaus (List, 2016)

Gosch Sylt (Eigenschreibweise: GOSCH) ist eine Unternehmensgruppe und Franchise mit Sitz in List auf Sylt, welche in der Gastronomie sowie im Fischhandel aktiv ist.
An 40 Standorten wird in Deutschland und auf einigen Kreuzfahrtschiffen regionale und internationale Fischküche angeboten.
Die Gosch-Niederlassungen bilden vom kleinen Bistro bis zum Restaurant mit Tischbedienung eine gastronomische Bandbreite ab. Auf Sylt gibt es außerdem eine Kneipe und zwei Märkte für Fisch, Meeresfrüchte und Merchandise-Produkte. In Ellingstedt bei Schleswig werden Fisch- und Feinkostprodukte hergestellt.

## Geschichte
Unternehmensgründer Jürgen Gosch kam 1966 zunächst beruflich als Maurergeselle nach Sylt. In seiner Freizeit verkaufte er dort am Strand aus einem Bauchladen geräucherte Aale. Nach und nach baute er sein Angebot aufgrund der regen Nachfrage aus. Im Jahre 1967 kündigte er seine Anstellung als Maurer und machte sich als mobiler Aalverkäufer auf Sylt selbstständig.
1972 eröffnete er am Lister Hafen die „Nördlichste Fischbude Deutschlands“. Ab 1984 folgten weitere Bistro- und Restaurantstandorte auf Sylt. Nachdem Jürgen Gosch auf dem deutschen Festland schon gelegentlich mit Ständen auf Veranstaltungen präsent war, wurden ab dem Ende der 1980er Jahre auch dort die ersten Betriebe eröffnet.

## Unternehmensstruktur
Die Unternehmensgruppe gliedert sich in mehrere Gesellschaften, darunter die Jürgen Gosch Alte Bootshalle GmbH Sylt und die Gosch Verwaltungs GmbH & Co. Kommanditgesellschaft.
Alle Standorte, die sich nicht auf der Insel Sylt befinden, sowie der Versand werden über die Gosch LFG GmbH von Lizenznehmern betrieben.
Die Produktion in Ellingstedt firmiert eigenständig als Gosch Sylt Verarbeitungsbetrieb GmbH. Sämtliche Standorte und der Versand werden von dort aus mit einer eigenen Logistikflotte beliefert.
Jürgen Gosch ist bis heute im Unternehmen aktiv und arbeitet regelmäßig in den Sylter Standorten in List mit.

## Auszeichnungen
2000
Wirt des Jahres
Auszeichnung der Brauerei Felsenkeller (heute Herforder Brauerei)
2011
Service Champion 2011 in Gold (Leser-Umfrage von WELT und ServiceValue)
Auszeichnung in der Kategorie Full-Service-Gastronomie
2017
Deutscher Gastronomiepreis (Warsteiner Brauerei)
Lifetime-Award für Jürgen Gosch
2019
Gastronom des Jahres 2020
Auszeichnung des Gastronomieverlags Busche

## Standorte
GOSCH hat zurzeit mehr als 40 Standorte in ganz Deutschland; teilweise mehrere an einem Ort.
Sylt
List, Westerland, Wenningstedt und auf der Syltfähre Romoexpress.
Nord- und Ostseeküste
Norderney, Büsum, St. Peter-Ording, Flensburg, Kiel, Scharbeutz, Timmendorfer Strand, Lübeck, Travemünde, Warnemünde, Binz, Bansin, Grömitz, Heiligenhafen, Bremerhaven
Weitere Standorte
Hamburg, Bremen, Hannover, Berlin, Düsseldorf, Freudental, Nürnberg, München,
TUI Cruises Mein Schiff-Flotte